# 玉潭街道
玉潭街道（原名“城关镇”）是中国湖南省宁乡市下辖镇，为市政府所在地。地理上，玉潭处宁乡中部偏东北区域，北与城郊街道接壤，东南部连历经铺街道，西南部与白马桥街道毗邻。辖域面积22.76平方公里，常住人口20万人（2000年人口普查56,046人）。

## 区划
截止2016年，玉潭街道共有9个社区：八一社区、楚沩社区、花明社区、南苑社区、通益社区、文中社区、香山社区、新城社区和学庵社区。

## 地理
沩水河流经玉潭街道。

## 教育
- 高中：宁乡一中
- 初中：玉潭实验中学
- 小学：实验小学

## 交通
境内有319国道、石长铁路及长张高速长益段等主干线。

## 景点
碧玉潭公园和玉潭公园是市民休闲散步的地方。

## 出身名人
- 黄雅莉：歌手。